# 薩米洛韋
47°15′23″N 38°15′5″E / 47.25639°N 38.25139°E
薩米洛韋（羅馬化：Samiilove）是位於烏克蘭東部的村莊，由頓涅茨克州卡利米烏斯凱區的新亞速斯克市鎮負責管轄。該村距離馬里烏波爾66公里，俄烏邊境約2公里。海拔高度73米，2001年人口573。